# Copa BBVA Colsanitas 2012
La Copa BBVA Colsanitas 2012 è stato un torneo femminile di tennis giocato sulla terra rossa. È stata la 15ª edizione della Copa Colsanitas, che fa parte della categoria International nell'ambito del WTA Tour 2012. Si è giocato al Club Campestre El Rancho di Bogotà in Colombia, dal 13 al 19 febbraio 2012.

## Partecipanti

### Teste di serie
| Nazionalità   | Giocatrice               | Ranking* | Testa di serie |
| ------------- | ------------------------ | -------- | -------------- |
| Nuova Zelanda | Marina Eraković          | 56       | 1              |
| Romania       | Alexandra Dulgheru       | 61       | 2              |
| Svizzera      | Romina Oprandi           | 63       | 3              |
| Australia     | Jelena Dokić             | 67       | 4              |
| Argentina     | Gisela Dulko             | 69       | 5              |
| Francia       | Mathilde Johansson       | 73       | 6              |
| Spagna        | Lourdes Domínguez Lino   | 82       | 7              |
| Austria       | Patricia Mayr-Achleitner | 96       | 8              |

- Ranking al 6 febbraio 2012.

### Altre partecipanti
Giocatrici che hanno ricevuto una Wild card:
- Catalina Castaño
- Karen Castiblanco
- Yuliana Lizarazo

Giocatrici passate dalle qualificazioni:

- Paula Ormaechea
- Sesil Karatančeva
- Inés Ferrer Suárez
- Jaroslava Švedova

## Campionesse

### Singolare
Lara Arruabarrena-Vecino ha sconfitto in finale  Aleksandra Panova per 6-2, 7-5.

### Doppio
Eva Birnerová /  Aleksandra Panova hanno battuto in finale  Mandy Minella /  Stefanie Vögele per 6-2, 6-2.